# 2004 XP14
2004 XP14 是一颗近地小行星，于2004年12月10日首次被林肯近地小行星研究小组（LINEAR）发现。

2004 XP_{14}（2006年7月3日）

由于它的直径较大，轨道接近地球，因此这个天体也被小行星中心定义为“潜在威胁天体”（PHO）。虽然在发现这颗小行星初期有担心认为它会在21世纪末撞击地球，但对它的轨道进行深入分析后认为在可预见的将来这颗小行星都不会对地球造成任何威胁。
2004 XP14的大小并未准确确定，根据光学测量，它的直径在300-900米之间。 
2006年7月3日，2004 XP14在北美洲西海岸上空近距离掠过地球。最近距离为432308千米，即0.00289天文单位，仅是月球到地球平均距离的1.1倍。在它接近地球时，位于美国莫哈维沙漠的戈尔德斯通、西西里岛以及乌克兰叶夫帕托里亚RT-70射电望远镜等三处射电望远镜、其他地方的光学望远镜和天文爱好者对它进行密切观测。